# Distretto di Mpulungu
Il distretto di Mpulungu è un distretto dello Zambia, parte della Provincia Settentrionale.
Il distretto comprende 13 ward:
- Chibulula
- Chilumba
- Chisha
- Isoko
- Isunga
- Itimbwe
- Iyendwe
- Kapembwa
- Katwe
- Mpulungu Central
- Mumila
- Tanganyika
- Vyamba